# 久能司

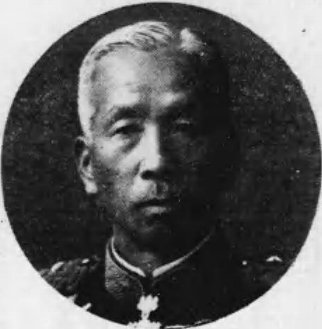
久能司

久能 司（くのう つかさ、文久元年12月11日（1862年1月10日） - 昭和14年（1939年）4月18日）は、日本の陸軍軍人、最終階級は陸軍中将。教育者。

## 人物
越前国丸岡藩士久能賢良の二男として江戸藩邸で生まれる。藩校、同人社、陸軍幼年学校を経て、1882年（明治15年）に陸軍士官学校（旧5期）を卒業し、同年12月25日、陸軍歩兵少尉に任官した。近衛歩兵連隊附、陸軍幼年学校附、陸軍士官学校教官、近衛歩兵第2旅団副官、歩兵第30連隊大隊長、歩兵第26連隊大隊長、神戸連隊区司令官、歩兵第10連隊長、歩兵第39連隊長、陸軍中央幼年学校長を歴任し、その間に日清戦争・日露戦争に出征した。1910年（明治43年）11月30日、陸軍少将に任じられ、歩兵第18旅団長、歩兵第19旅団長、臨時朝鮮派遣隊司令官を務めた。1915年（大正4年）3月12日、陸軍中将に任命されるとともに、予備役に編入された。
1917年（大正6年）、社団法人日本体育会副会長に就任し、日本体育会体操学校（現在の日本体育大学）校長も兼ねた。また1918年（大正7年）からは財団法人帝国飛行協会理事、総務理事も務めた。

## 栄典
- 1907年（明治40年）2月12日 - 従五位[4]
- 1911年（明治44年）2月10日 - 正五位[5]